# Pantà de Santa Anna
El pantà de Santa Anna és un embassament que pertany al riu Noguera Ribagorçana, creat per una presa situada al municipi de Castellonroi, que s'estén pels termes de Castellonroi i Valldellou, a la comarca de la Llitera (Aragó), i Os de Balaguer i Ivars de Noguera, a la de la Noguera.
Pel marge del pantà es poden realitzar caminades a peu, a cavall o en bicicleta. També s'hi practica la pesca recreativa.